# 1223 (szám)
Az 1223 (római számmal: MCCXXIII) az 1222 és 1224 között található természetes szám.

## A szám a matematikában
A tízes számrendszerbeli 1223-as a kettes számrendszerben 10011000111, a nyolcas számrendszerben 2307, a tizenhatos számrendszerben 4C7 alakban írható fel.
Az 1223 páratlan szám, prímszám. Kanonikus alakja 12231, normálalakban az 1,223 · 103 szorzattal írható fel. Két osztója van a természetes számok halmazán, ezek növekvő sorrendben: 1 és 1223.
Kiegyensúlyozott prím: megegyezik az őt megelőző és rákövetkező prím számtani közepével.
Sophie Germain-prím (p prímszám, amelyre 2p + 1 szintén prímszám).
Az 1223 huszonhat szám valódiosztó-összegeként áll elő, ezek közül legkisebb az 1444.

## Csillagászat
- 1223 Neckar kisbolygó